# Leše (Prevalje)
Leše is een plaats in Slovenië en maakt deel uit van de gemeente Prevalje in de NUTS-3-regio Koroška. De plaats telde 543 inwoners op 1 januari 2020.